# Боровик Север'ян Григорович
Борови́к Север'я́н Григо́рович (14 листопада 1932, с. Немовичі, Сарненського району на Рівненщині — 29 жовтня 2018, м. Радивилів) — травознавець.

## Біографія
Після семирічки навчався в ветеринарній школі міста Острог. Працював у колгоспі в с. Немовичі. У 1957 р. закінчив Львівський зооветеринарний технікум. Працював ветеринарним лікарем колгоспу ім. Шевченка селища Лопатин (тоді Лопатинського району). Поступив навчатися у Московську ветеринарну академію на заочне відділення ветеринарного факультету.
У м.Броди працював у ветеринарній лікарні заступником головного ветеринарного лікаря району, затим завідував Червоноармійською (нині Радивилівською) ветаптекою Рівненського ЗооВетПромПостачу. Після переїзду в Радивилів доля звела його з відомим травознавцем і цілителем Андрієм Петровичем Заболотним, котрий став другом та наставником і допоміг підкріпити теоретичні знання практичною роботою, передавши свій досвід.
У 1968 році був обраний депутатом районної ради, працював заступником голови Червоноармійської районної ради. Наступного року призначений директором Червоноармійської ветеринарної лабораторії. У 1977 р. перейшов працювати головним ветеринарним лікарем колгоспу в с.Башарівка Червоноармійського району, у 1979 р. — завідувачем Червоноармійської ветеринарної аптеки (пропрацював до виходу на пенсію).

«Лікарська рослина сама по собі є фабрикою ліків від природи»,- наголошував знаний травознавець. 